# Asphondylia amaranthi
Asphondylia amaranthi är en tvåvingeart som beskrevs av Ephraim Porter Felt 1935. Asphondylia amaranthi ingår i släktet Asphondylia och familjen gallmyggor. Inga underarter finns listade i Catalogue of Life.